# Tjørnuvík
Tjørnuvík is een dorp dat behoort tot de gemeente Sunda kommuna in het noorden van het eiland Streymoy op de Faeröer. Tjørnuvík heeft 64 inwoners. De postcode is FO 445.

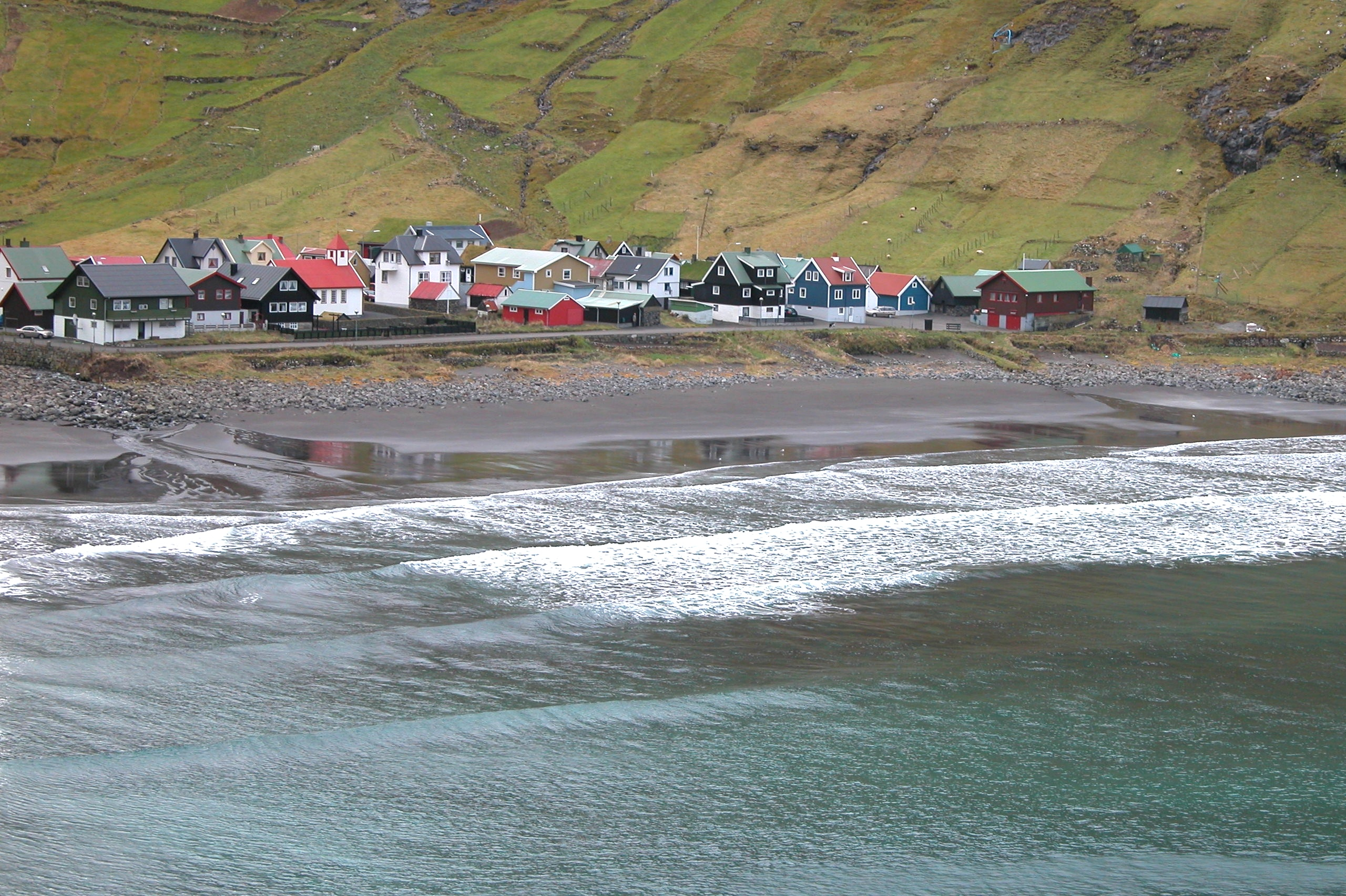
Zicht op Tjørnuvík